# Spiritistiskt medium
|  | Wiktionary har en ordboksartikel om medium. |

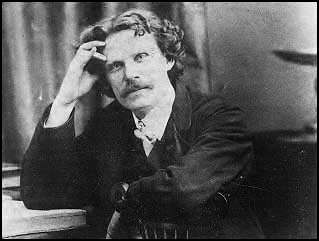
Daniel Dunglas Home var ett berömt spiritistiskt medium, bland annat känd för påstådda levitationer.

Spiritistiskt medium, andemedium eller bara medium med pluralformen medier, är en person som, enligt spiritistiska utsagor, kan få kontakt med andar vid bland annat seanser.

## Etymologi
Ordet medium härstammar från 1580-talet, i betydelsen ett mellanläge av kvalitet eller grad, från latinets "medium" som betyder i mitten, mitt, center, intervall, också använt som det adjektiva, neutrumet, "medius" (se adjektivet medial) i betydelsen mellanliggande organ, kanal för kommunikation från 1500-talet. I betydelsen person som förmedlar andliga meddelanden förekommer i dokument från 1853, från begreppet substans genom vilken något leds. . I svenska språket är ordet känt sedan 1862 i parapsykologiska sammanhang med innebörden att personen är i mitten av en kommunikationskedja.

## Historia

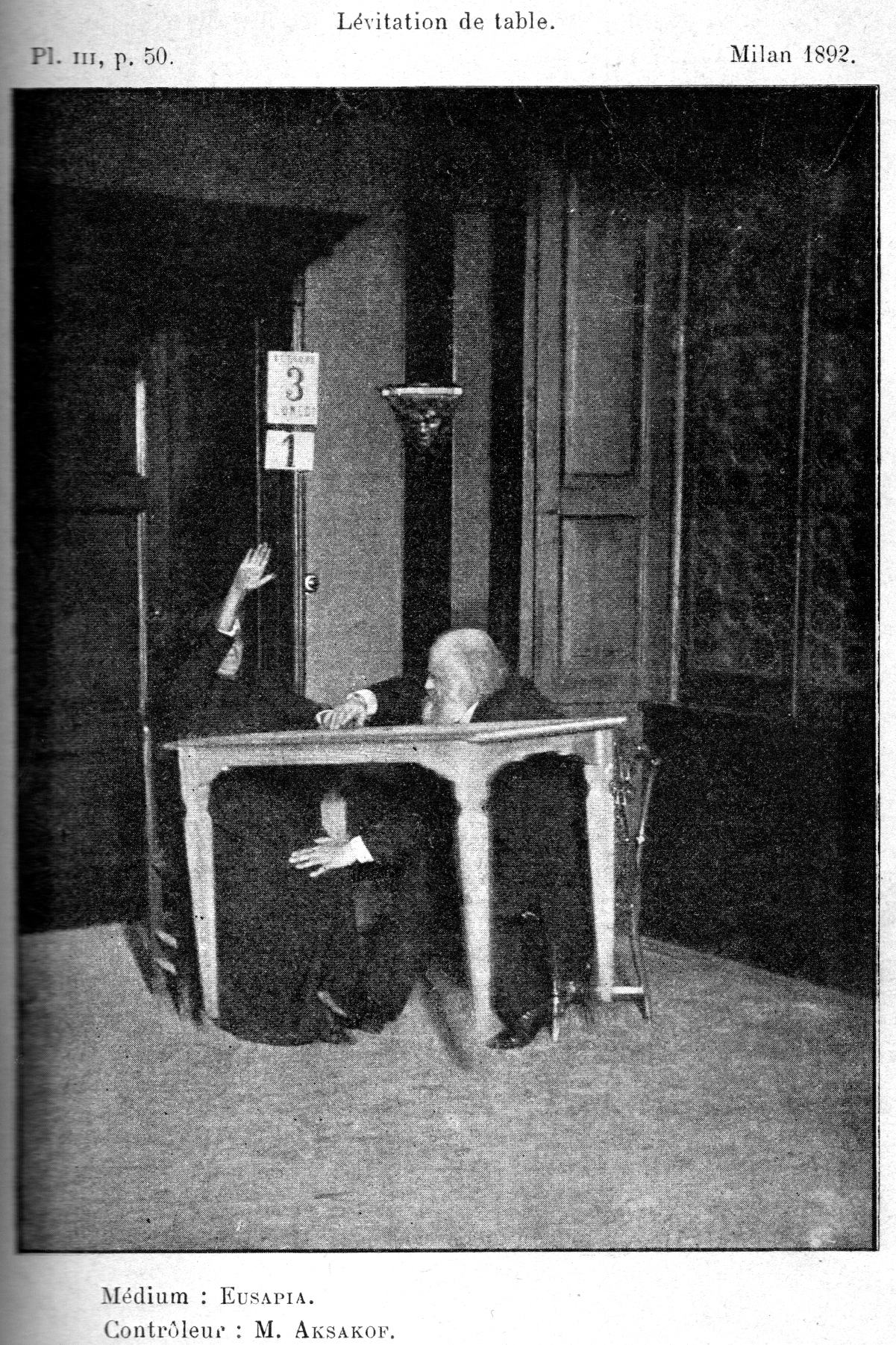
Medium och leviterande bord.

Den moderna spiritismen anses ha startat i Hydesville i USA år 1848 då systrarna  Margaret och Kate Fox med hjälp av ett äpple fastbundet i en tråd framkallade "knackningar" som de påstod var meddelanden från andevärlden. Systrarna förfinade senare sina metoder genom att lära sig knäppa med tå- och fotleder, något som Margaret demonstrerade då hon avslöjade systrarnas lurendrejeri i en offentlig förevisning i New York 1888. Men systrarna hade icke desto mindre startat en våg av spiritism som hade sin storhetstid under andra halvan av 1800-talet och en bit in på 1900-talet. Många framstående personer uttryckte stöd för tanken om spiritism, till exempel sir Arthur Conan Doyle. Populariteten hängde ihop med en allmän ökning av tron på det övernaturliga som kan exemplifieras med fotoserien Cottingley Fairies och av framgångsrika medier såsom Bröderna Davenport och deras andeskåp (som dock aldrig själva hävdade att de var medier), samt att dags- och nyhetstidningar, som blev allt vanligare under samma tid, spred uppgifter om de sensationella medierna till många läsare över långa avstånd.[källa behövs]
Medierna fick kritiker från både vetenskapligt och andra håll, framför allt från artister med kunskaper inom trolleri och illusionism. En av de främsta kritikerna var Harry Houdini som avslöjade flera medier som bluffmakare.
Under 1900-talet har intresset för spiritismen hållits vid liv dels genom mediers aktiviteter men också artiklar och reportage i veckotidningar. Särskilt stor betydelse i Sverige fick det rikskända mediet Astrid Gilmark. I slutet av 1900- och början av 2000-talet har olika former av spiritism uppmärksammats i flera TV-serier av reality-karaktär. I Sverige exemplifieras detta av serier som Andra sidan, Det okända, Förnimmelse av mord och Hemsökta hus.
Vid flera tillfällen har medier menat att de hjälpt polisen vid sökandet efter försvunna eller misstänkta mördare. Flera polismyndigheter förnekar att medier blivit tillfrågade att hjälpa till, och i många fall där medier erbjudit sin hjälp har resultatet varit negativt eller frånvarande.  I samband med en inspelning av TV-serien Förnimmelse av mord berättar en polisinspektör vid Falupolisen för Aftonbladet att medierna i programmet har berättat om detaljer som enligt hans mening endast utredarna kunde ha känt till. Enligt en senare rundringning av Aftonbladet bidrog dock inte medierna med någon information som ledde till nya ledtrådar.
Exempel på nutida spiritistiska medier är Derek Acorah, Sylvia Browne, John Edward, Terry Evans, Jörgen Gustafsson, Carina Landin och Elisabeth Lannge.

## Kritiskt perspektiv
Ur ett kritiskt perspektiv framhålls, att det inte finns några vetenskapliga bevis för att medier kan få kontakt med andar. Skeptiker  hävdar att mediers framgång har med vanliga människors godtrogenhet att göra. Medier ger bara sken av en kommunikation mellan avlidna och levande. I stället påstås de använda psykologisk manipulation och metoder som cold reading, hot reading, Forer-effekten, confirmation bias och illusionskonster.
Spiritistiska medier kan, liksom andra människor som säger sig ha övernaturliga förmågor, ansöka om att testas för James Randis miljondollarutmaning, där den som under vetenskapliga former kan påvisa sin påstådda förmåga erhåller en miljon dollar. Ingen har hittills lyckats påvisa någon påstådd förmåga i dessa tester. Det svenska mediet Carina Landin gjorde ett preliminärt försök den 24 oktober 2006.